# Operación Totalize
La Operación Totalize (también conocida como Operación Totalise en algunas fuentes británicas más recientes) fue una ofensiva lanzada por las tropas aliadas pertenecientes al Primer Ejército canadiense, durante las últimas etapas de la Operación Overlord, el 8-13 de agosto de 1944. La intención era romper las defensas alemanas al sur de Caen en el flanco oriental de las posiciones de los Aliados en Normandía y dirigirse hacia al sur para capturar las tierras altas al norte de Falaise. Otro objetivo era adelantar la caída del frente alemán y detener la retirada de las fuerzas alemanas que combatían contra los ejércitos americanos y británicos. La batalla se considera el bautizo de fuego del Primer Ejército canadiense que había sido activado el 23 de julio de 1944.
En la madrugada 8 de agosto de 1944, el II Cuerpo canadiense lanzó el ataque apoyado de infantería mecanizada. En la batalla rompieron las líneas del frente alemán y capturaron posiciones defensivas alemanas. La intención era que dos divisiones blindadas continuaran con el ataque, pero se tenían dudas sobre la poca experiencia de estas divisiones, además el contraataque blindado alemán dificultó el avance aliado. Después de haber avanzado 14 km (9 millas), los Aliados se detuvieron a 11 km (7 millas) al norte de Falaise y se vieron obligados a lanzar un nuevo ataque antes de seguir avanzando.

## Preparación
La ciudad de Caen había sido uno de los objetivos de las fuerzas británicas al desembarcar en la playa de Sword, sin embargo las defensas alemanas en la playa eran muy superiores y además de estas fuerzas los alemanes enviaron contingentes de refuerzo al sector, del cual la mayoría se destinó a Caen. Los británicos y canadienses realizaron varios intentos infructuosos por tomar Caen hasta el 9 de julio, cuando toda la ciudad y el norte del río Orne fueron capturados en la Operación Charnwood. Luego entre el 18 y el 20 de julio las fuerzas británicas lanzaron la Operación Goodwood para flanquear el este y al sur de las afueras del ciudad, mientras que por su parte las fuerzas canadienses lanzaron la Operación Atlantic para cruzar el río Orne y asegurar las últimas posiciones de la ciudad. A pesar de que Operación Goodwood acarreó grandes pérdidas de tanques, las dos operaciones aseguraron una cabeza de puente de 9,7 km (6 millas) de ancho y 4,8 km (3 millas) de profundidad al sur del río Orne.
Los alemanes mantuvieron su dominio en el terreno de Verrières a 4.8 km al sur de la ciudad. Las fuerzas británicas y canadienses lanzaron continuos ataques sobre Caen (con la intención de atraer a los alemanes que estaban en el flanco occidental, donde el Primer Ejército estadounidense los esperaría para atacarlos), lo que causó que los alemanes mantuvieran sus formaciones más fuertes en Verrières, incluyendo tres divisiones Panzer SS del I SS Cuerpo Panzer.